# Vela draga
A Vela draga (vagy Vranjska draga) egy szurdokvölgy Horvátországban, Isztria megyében, az Učka-hegység északnyugati lábánál. Horvátország egyik legszebb és legegyedülállóbb geomorfológiai látványossága, melyet vízfolyások vájtak a puha mészkőbe. Az Učka Natúrpark része.

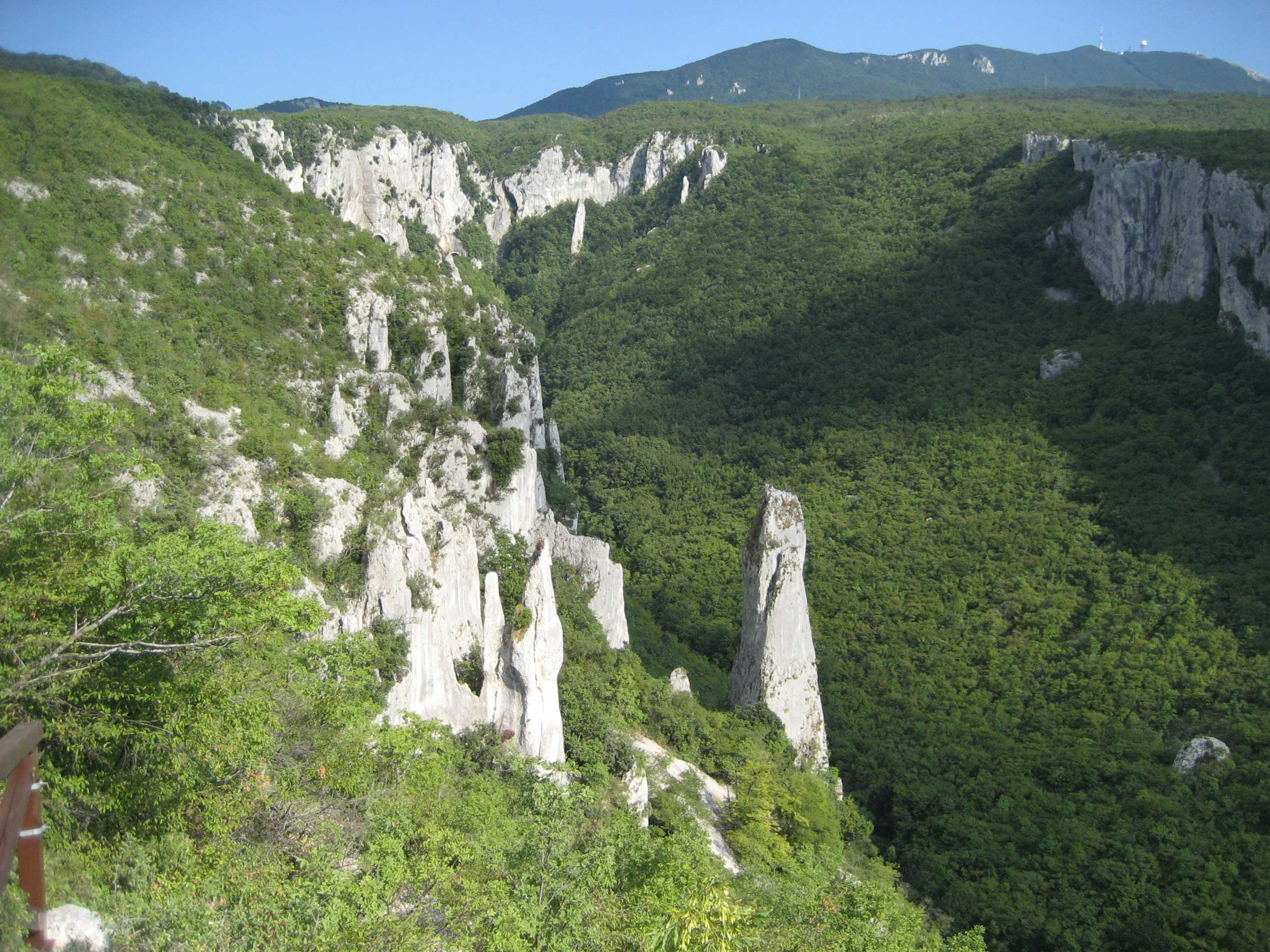
A Vela draga látképe

## Leírása
A szurdokvölgy 3500 méter hosszan húzódik, többnyire kelet-nyugati irányban. Az isztriai oldalon található Učka alagút bejárata közelében, 600 méterrel a tengerszint felett kezdődik, vége pedig a Boljunsko polje közelében található, 153 méteres magasságban. A szurdok felső része 450 méter széles, a legszűkebb, 150 méter széles részén pedig a Lupoglav - Štalije vasút halad át rajta.
Az Učka lejtőiről érkező csapadék özönvízszerűen gyűlik össze, majd egy része a legkeletibb részen, a Vela dragahoz áramlik, amelynek szélei függőlegesen levágódnak. Az összegyűlt víz csaknem 100 métert zuhan a mélységbe, létrehozva az Isztria legmagasabb vízesését, amely még nevet sem kapott, mert csak alkalmi és átmeneti jelenség. Ezután patakként folytatja útját Boljunsko polje felé, ahol a Boljunčica-patakba ömlik.
A Vela dragában számos hegyes szikla és 50-90 méter magas kőtorony található. Az Učka-alagút építése során többet elpusztítottak. Miután a híres trieszti alpinista, Emilia Comici a huszadik század elején felmászott „tornyaira”, a Vela draga fontos hegymászó kiképzési hely lett, és ma is ez az egyik legkedveltebb helyszín a hegymászás rajongói számára. 1964-ben védetté, 1998-ban pedig geomorfológiai emlékké nyilvánították.

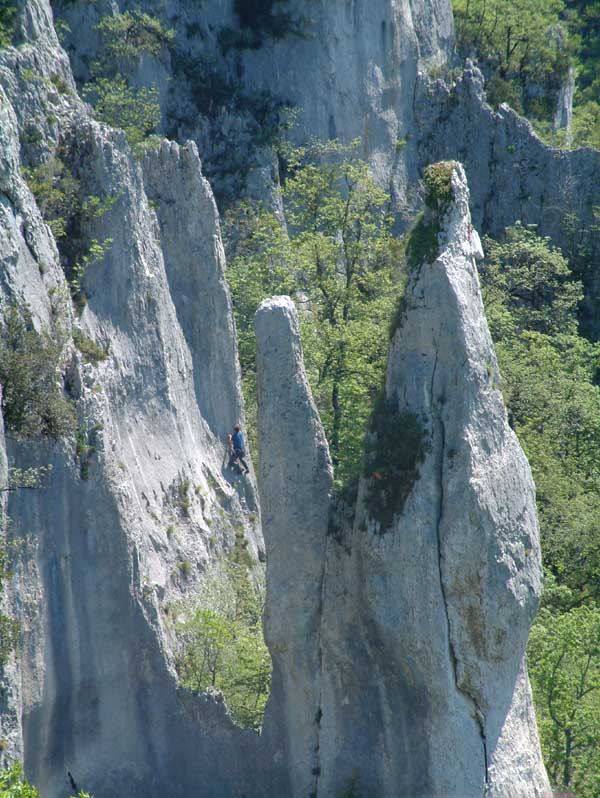
A Vela draga kőtornyai

## Földtani szerkezete
A Vela draga felhőkarcolószerű mészkőoszlopai és sziklái geomorfológiailag és tájképileg rendkívül értékesek. Tudományos feltételezés, hogy a paleogén mészkövek vízszintes rétegeinek lerakódása után itt tektonikus kiemelkedés és hasadás következett be, ami szurdok kialakulását eredményezte. Mai képe a fokozatos és hosszan tartó erózió és kőzethasadások során alakult ki. A gazdag geológiai történelem tanúja az itt látható számos likacsosházú élőlény és kagyló számos fosszilis maradványa.

## Népesség
A Vela dragán az emberi élet legrégibb nyomai a Pupićina-barlangban találhatók. A barlangban 1995-től egy közös projekt részeként Preston T. Miracle a Cambridge-i Egyetem Régészeti Tanszékének tanára vezetésével a Zágrábi Egyetem, a Horvát Tudományos Akadémia és az Isztriai Régészeti Múzeum munkatársai végeztek kutatásokat. Ennek során az i. e. 13 000 és 6000 év közötti tűzhelyek maradványait, megmunkált köveket, szerszámokat, állatcsontokat, csigákat, kagylókat és kerámiatöredékeket találtak, melyek a felső paleolitikum végétől a mezolitikumon, a neolitikumon át a bronzkorig a római korig terjedtek.

## Növény- és állatvilág
A Vela draga kanyonját buja növényzet borítja, amely helyenként esőerdő jellegű. A növénytakaró típusa a kanyon peremén található szubmediterrán térségtől a kontinentális hegyi erdőkig (bükk és tiszafa) és az árterekre jellemző növényzetig (fűz és nyár) változik. Vela Dragában számos nagy- és apróvadfaj, valamint számos madár-, hüllő- és ízeltlábúfaj él.
Ritka madárfajok is laknak itt.

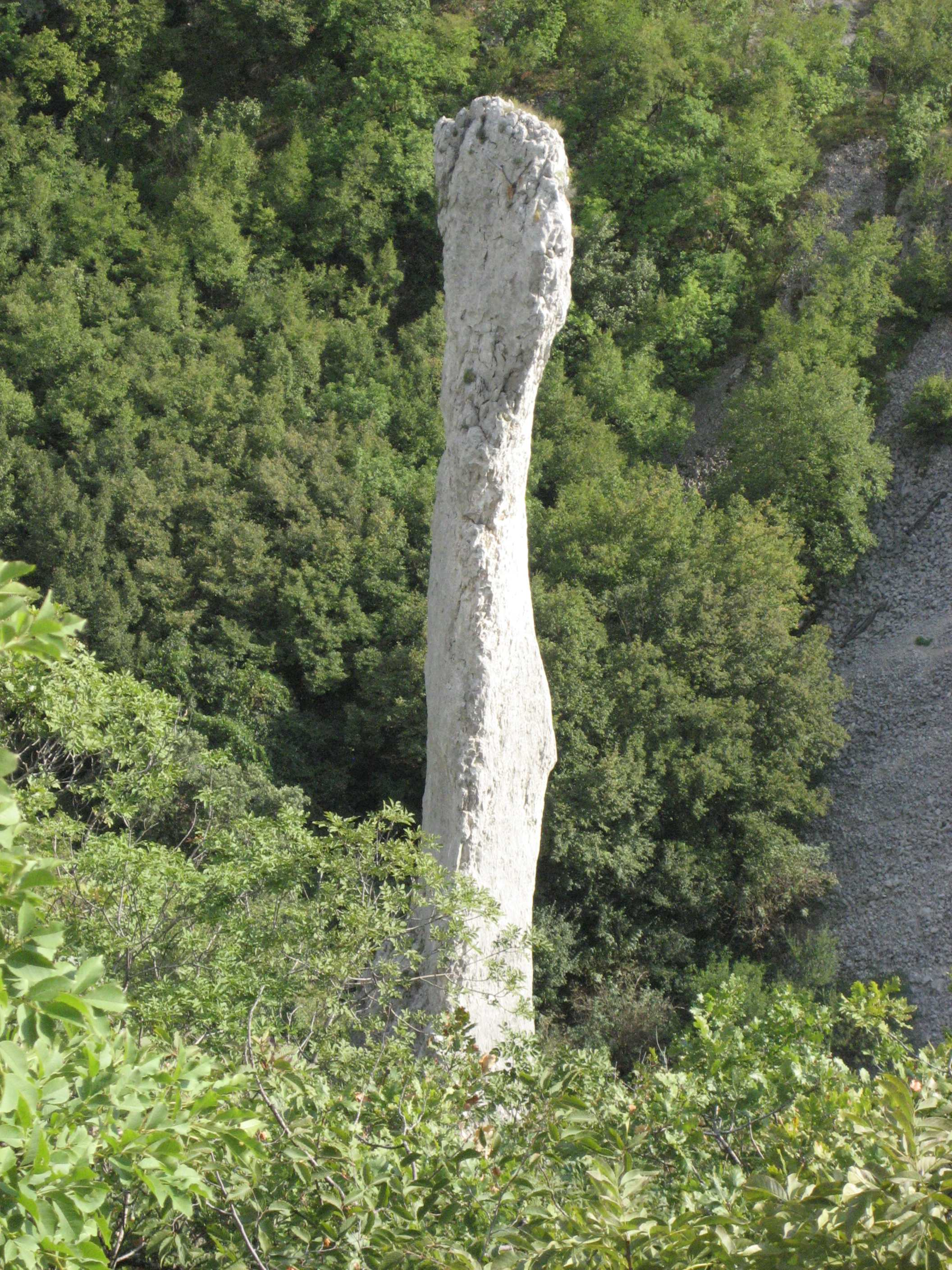
Természetes obeliszk a Vela dragában

A Vela draga sziklás tájai a madarak kevéssé kedvelt élőhelyei közé sorolhatók, elsősorban a kevés növényzet és a táplálékhiány miatt. Éppen ezért csak néhány madárfaj használja a sziklákat fészkeléshez vagy kizárólagos élőhelyként, ahol elegendő táplálékot találnak a túléléshez. Így a Vela draga sziklás élőhelyeinek madárközössége csak négy fajból áll, amelyek táplálékkal vagy fészkelőhelyekkel közvetlenül kötődnek a Vela draga szikláihoz. Az itt fészkelő fajok a vörös vércse (Falco tinnunculus), a legkisebb sólyomfaj, a szirti galamb (Columba livia), a városi galambok őse, az uhu (Bubo bubo) és a kék kövirigó (Monticola solitarius), egy rendkívül szép és érdekes tollazatú faj.
Számos más faj is megfigyelhető a Vela draga felett, amelyek azonban ezen a területen kívül fészkelnek, de nagy távolságok miatt, amelyet naponta kell megtenniük táplálékot keresve, szinte rendszeresen megfigyelhetők a Vela Draga felett repülés közben. Ilyen a kígyászölyv (Circaetus gallicus), a szirti sas (Aquila chrysaetos), a vándorsólyom (Falco peregrinus) és a holló (Corvus corax). Az év hidegebb periódusaiban, egészen márciusig egy nagyon ritka faj figyelhető meg a Vela draga szikláin, amely az egyik legvonzóbb európai madár, amely kizárólag a sziklákhoz kötődik és soha nem száll le faágakra. Ez a hajnalmadár (Tichdroma muraria).

## Fordítás
Ez a szócikk részben vagy egészben  a   Vela Draga című horvát Wikipédia-szócikk ezen változatának fordításán alapul.  Az eredeti cikk szerkesztőit annak laptörténete sorolja fel. Ez a jelzés csupán a megfogalmazás eredetét és a szerzői jogokat jelzi, nem szolgál a cikkben szereplő információk forrásmegjelöléseként.